# Hjördis Töpel
Hjördis Viktoria Töpel  (ur. 4 stycznia 1904 w Göteborgu, zm. 17 marca 1987 tamże) – szwedzka skoczkini do wody i pływaczka. Dwukrotna medalistka olimpijska z Paryża.
Brała udział w dwóch igrzyskach olimpijskich (IO 24, IO 28). W 1924 zdobyła dwa brązowe medale w dwóch różnych dyscyplinach. Pierwszy w skokach z dziesięciometrowej wieży, drugi w sztafecie 4 × 100 metrów stylem dowolnym. Tworzyły ją również Aina Berg, Gurli Ewerlund i Wivan Pettersson. W pływaniu startowała również w konkurencjach indywidualnych.
Jej siostra Ingegärd również była olimpijką.